# Environmental Science: Processes & Impacts
Environmental Science: Processes & Impacts (abrégé en Environ. Sci. Process. Impact), anciennement Journal of Environmental Monitoring (abrégé en J. Environ. Monit.), est une revue scientifique à comité de lecture. Ce mensuel publie des articles de recherches originales dans le domaine des sciences de l'environnement.
D'après le Journal Citation Reports, le facteur d'impact de ce journal était de 2,171 en 2014. L'actuel directrice de publication est Deborah Swackhamer (Université du Minnesota, États-Unis).